# Ersigen
Ersigen est une commune suisse du canton de Berne, située dans l'arrondissement administratif de l'Emmental.

Photo aérienne par Walter Mittelholzer (1923).

## Histoire
Le 1er janvier 2016, les anciennes communes de Niederösch et d'Oberösch sont absorbées par Ersigen, dont elles font partie depuis.